# Поплавская, Марина Владимировна
Мари́на Попла́вская (род. 12 сентября 1977) — оперная певица (сопрано), солистка Ковент-Гарден и Метрополитен-опера.

## Биография
Марина Поплавская родилась в Москве 12 сентября 1977 года. Училась в музыкальной школе по классу арфы. В возрасте 9 лет самостоятельно, без спроса у родителей, прошла отбор в Детский хор Большого театра. Певческое образование получила в Государственном музыкально-педагогическом институте имени М. М. Ипполитова-Иванова в классе профессора Петра Павловича Тарасова, а на последнем курсе у Ивана Платоновича Шапаря.
- 1996 г. — начало оперной карьеры в качестве солистки театра «Новая Опера»[3].
- 1997 г. — лауреат Всероссийского конкурса вокалистов «Bella Voce» (1-я премия).
- 1999 г. — лауреат Международного конкурса молодых оперных певцов Елены Образцовой в Санкт-Петербурге (2-я премия).
- 2000 г. — дипломант Международного конкурса оперных певцов Королевы Елизаветы в Брюсселе (Бельгия).
- 2002 г. — солистка Московского музыкального театра имени К. С. Станиславского и Вл. И. Немировича-Данченко.
- 2003 г. — дебют в Большом театре в качестве стажера в роли Энн в опере И. Стравинского «Похождения повесы».
- 2004 г. — солистка Большого театра.
- 2004 г. — Гран-при Международного конкурса исполнителей русского романса «Романсиада»[4].
- 2004—2005 гг. — участие в спектаклях Новосибирского театра оперы и балета.
- 2005 г. — Гран-при Международного конкурса оперных певцов имени Марии Каллас в Афинах (Греция).
- 2005 г. — начало работы в качестве солистки Королевского театра Ковент-Гарден[5].
- 2007 — дебют в Метрополитен-опера в партии Наташи оперы «Война и мир» Сергея Прокофьева[6].

## Оперный репертуар
| Год  | Композитор | Опера       | Роль      | Место              |
| ---- | ---------- | ----------- | --------- | ------------------ |
| 2011 | Гуно       | «Фауст»     | Маргарита | Метрополитен-опера |
| 2009 | Пуччини    | «Турандот»  | Лю        | Метрополитен-опера |
| 2010 | Верди      | «Дон Карло» | Елизавета | Метрополитен-опера |

## Интересные факты
- О своём знании иностранных языков Марина Поплавская сообщает: «Говорю по-английски и по-итальянски, меньше практики на французском, совсем давно не использовала немецкий, хотя читать и понимать могу и на этих языках»[2].
- В конце весны 2011 года М. Поплавская приняла участие в гастролях Метрополитен-опера в Японии. Она заполнила вакансию, неожиданно возникшую из-за отказа ряда ведущих солистов, и в частности, Анны Нетребко, посетить радиационно опасные районы образовавшиеся после аварии на Фукусиме[10].